# Juanita Hansen

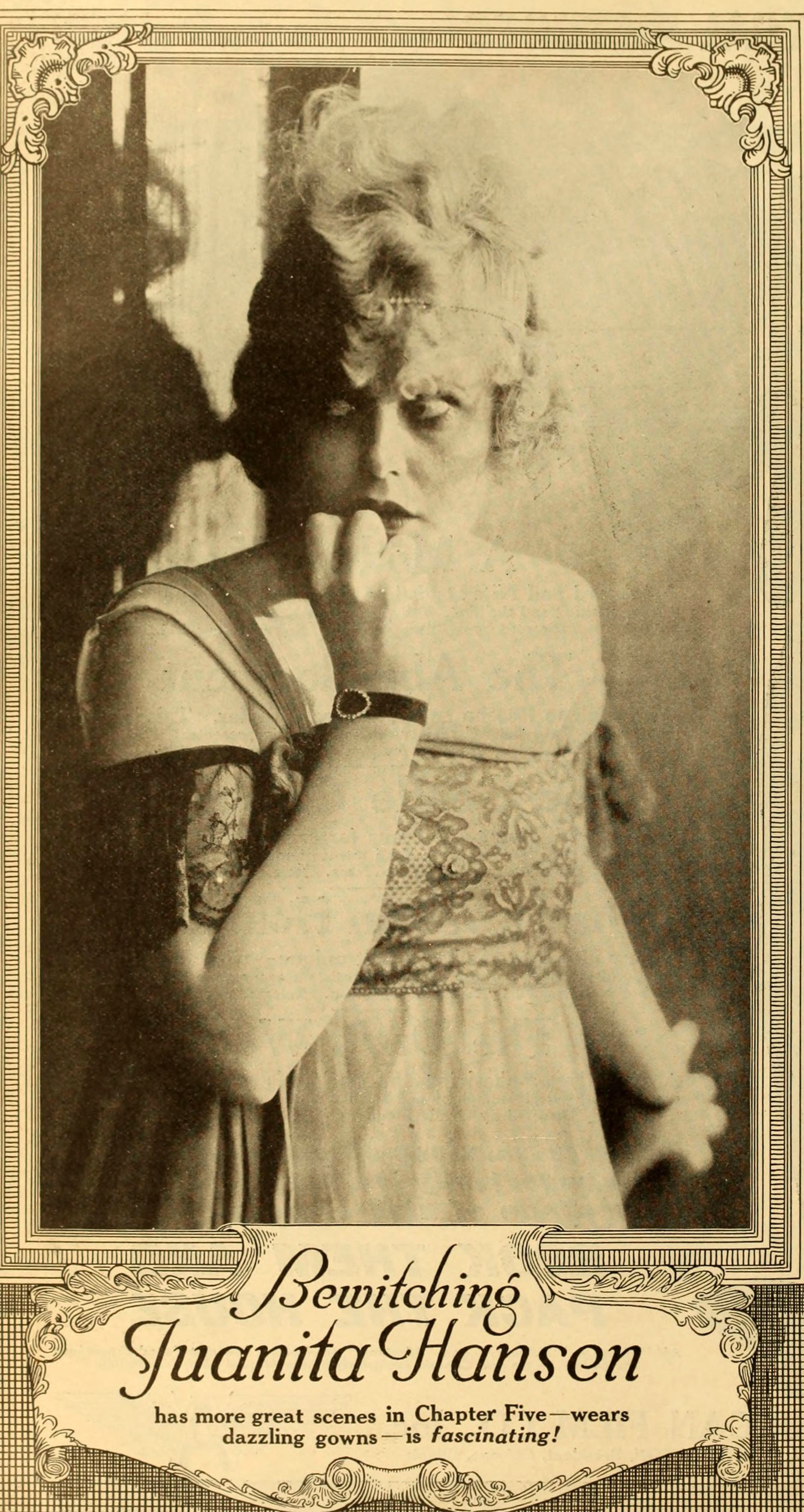
The Secret of the Submarine (1916)

Juanita C. Hansen (Des Moines, 3 marzo 1895 – Los Angeles, 26 settembre 1961) è stata un'attrice cinematografica statunitense, soprannominata The Queen of Thrills, anche nota come Wahneta Hanson, Wahnetta Hanson, Juanita Parsons.

## Biografia
Attrice del cinema muto, Juanita Hansen cominciò la sua carriera cinematografica come una delle bellezze al bagno di Mack Sennett, le Sennett Bathing Beauties, partecipando poi a diversi serial nella seconda metà degli anni Dieci. Ebbe molti problemi con la droga e combatté a lungo la sua dipendenza dalla cocaina e dalla morfina. Nel 1934, superati i suoi problemi, scrisse un libro sulla tossicodipendenza.

### Gli inizî
Nata a Des Moines, Junita si trasferì con la famiglia in California quando andava ancora a scuola. Si diplomò infatti al liceo di Los Angeles e cominciò a lavorare al cinema per una compagnia che riduceva per lo schermo i libri di L. Frank Baum, l'autore del Mago di Oz. Una delle prime case di produzione per cui Juanita lavorò fu la Famous Players-Lasky, dove ebbe come partner Jack Pickford. Nel 1915, recitò in 6 film. L'anno dopo, fece parte delle Bellezze al bagno di Mack Sennett in una serie di comiche girate per la Keystone/Triangle.

### I serial

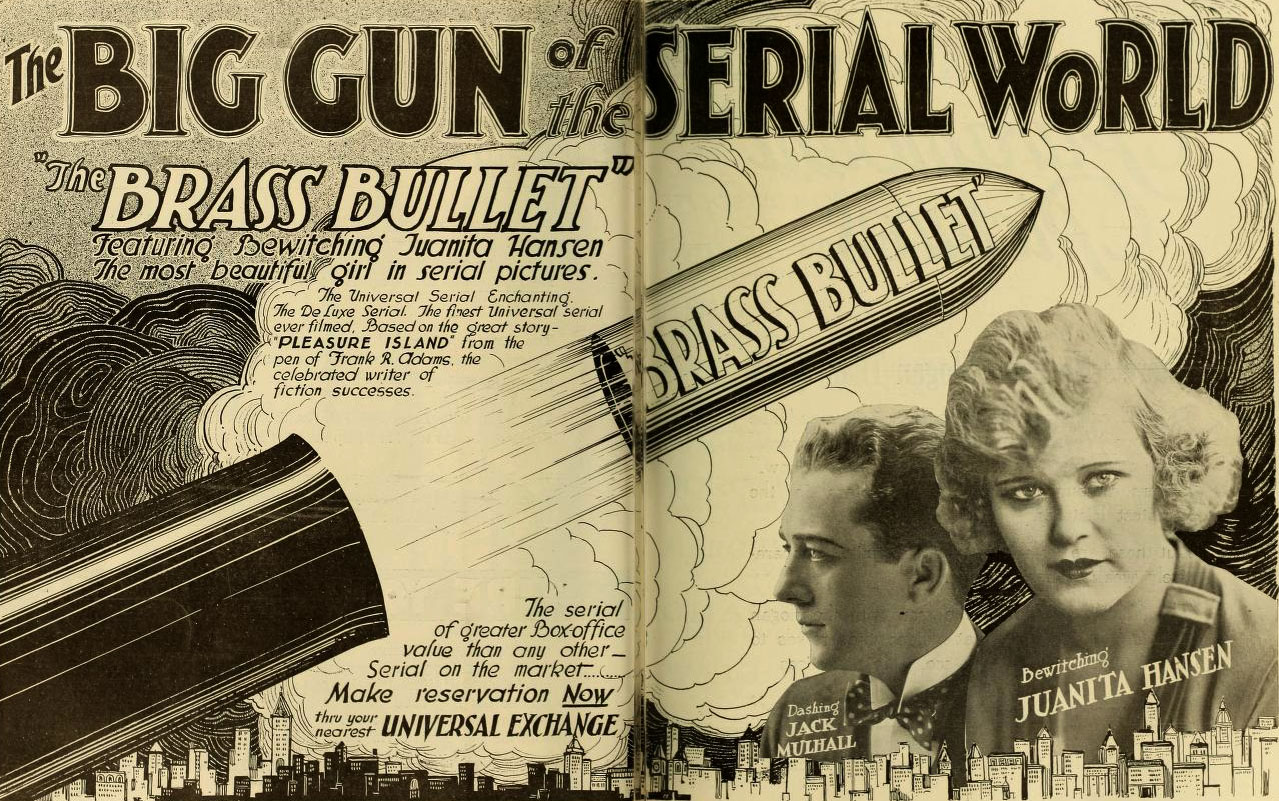
The Brass Bullet

Dopo aver lasciato la Keystone, prese parte a diversi serial per la Universal. Divenne famosa come la protagonista di The Brass Bullet, un serial avventuroso in 18 episodi. Nel 1919, interpretò 7 pellicole. Fu la protagonista in The Lost City, un altro serial in 15 episodi che era prodotto da William Selig e dai tre fratelli Warner, Harry, Jack e Sam. Il serial, di grande successo, venne rimontato in 7 rulli e ripresentato come lungometraggio, uscendo nelle sale con il titolo The Jungle Princess. Ma in quel periodo, Juanita cominciò ad avere problemi di tossicodipendenza dalle droghe. Nel 1920, a fianco di Warner Oland, interpretò The Phantom Foe un serial in 15 episodi per la Pathé per cui fece anche The Yellow Arm nel 1921, sempre con Warner Oland e con Marguerite Courtot. In quell'anno, Juanita lasciò il cinema dopo un incidente che ebbe nella sua stanza da bagno di un albergo di New York. Ottenne 118.000 dollari di danni dopo una lunga battaglia legale.

### Problemi personali
Dopo essere tornata a lavorare, Juanita fu costretta a lasciare la Pathé per la sua tossicodipendenza. Apparve in alcuni ruoli secondari, ma la sua carriera di attrice ebbe una battuta d'arresto da cui non si riprese all'età di soli 28 anni.

## Filmografia
- The Patchwork Girl of Oz, regia di J. Farrell MacDonald (1914)
- The Magic Cloak, regia di J. Farrell MacDonald (1914)
- The Love Route, regia di Allan Dwan (1915)
- The Absentee, regia di Christy Cabanne (1915)
- Betty in Search of a Thrill, regia di Phillips Smalley, Lois Weber (1915)
- The Secret of the Submarine, regia di George L. Sargent (1915)
- The Failure, regia di Christy Cabanne (1915)
- The Root of All Evil (1915)
- Sotto l'unghia dei tiranni (Martyrs of the Alamo), regia di W. Christy Cabanne (1915)
- Black Eyes and Blue, regia di Robert P. Kerr (1916)
- His Pride and Shame, regia di Charley Chase, Ford Sterling (1916)
- The Finishing Touch, regia di George Cochrane (1916)
- The Mediator, regia di Otis Turner (1916)
- Il segreto del sottomarino (The Secret of the Submarine), regia di George L. Sargent - serial (1916)
- A Noble Fraud, regia di Harry Williams (1917)
- Glory, regia di Francis J. Grandon, Burton L. King (1917)
- When Hearts Collide (1917)
- Her Nature Dance, regia di William Campbell (1917)
- A Royal Rogue, regia di Ferris Hartman, Robert P. Kerr (1917)
- Cactus Nell, regia di Fred Hibbard (1917)
- Dangers of a Bride, regia di Clarence G. Badger, Ferris Hartman, Robert P. Kerr, Bobby Vernon (1917)
- A Clever Dummy, regia di Ferris Hartman, Robert P. Kerr, Herman C. Raymaker, Mack Sennett (1917)
- Whose Baby?, regia di Clarence G. Badger - cortometraggio (1917)
- A Prairie Heiress - cortometraggio (1917)
- His Busy Day (1917)
- Broadway Love, regia di Ida May Park (1918)
- Fast Company, regia di Lynn Reynolds (1918)
- The Risky Road, regia di Ida May Park (1918)
- The Mating of Marcella, regia di Roy William Neill (1918)
- The Brass Bullet, regia di Ben F. Wilson - serial (1918)
- The Rough Lover, regia di Joseph De Grasse (1918)
- The Sea Flower, regia di Colin Campbell (1918)
- Breezy Jim, regia di Lorimer Johnston (1919)
- Yankee Doodle in Berlin , regia di F. Richard Jones (1919)
- A Midnight Romance, regia di Lois Weber (1919)
- The Poppy Girl's Husband, regia di William S. Hart e Lambert Hillyer (1919)
- Devil McCare, regia di Lorimer Johnston (1919)
- Taking Things Easy, regia di Harry Edwards (1919)
- Il romanzo dell'infaticabile cavaliere (Rough-Riding Romance), regia di Arthur Rosson (1919)
- Lombardi, Ltd., regia di Jack Conway (1919)
- La città perduta (The Lost City), regia di E.A. Martin - serial cinematografico (1920)
- The Phantom Foe, regia di Bertram Millhauser - serial (1920)
- La prigioniera della jungla (The Jungle Princess), regia di E.A. Martin (1920)
- The Red Snow - cortometraggio (1921)
- The Yellow Arm, regia di Bertram Millhauser - serial (1921)
- La duchessa di Langeais (The Eternal Flame), regia di Frank Lloyd (1922)
- The Broadway Madonna, regia di Harry Revier (1922)
- Girl from the West, regia di Wallace MacDonald (1923)
- Sensation Hunters, regia di Charles Vidor (1933)